# Формоза (Гвінея-Бісау)
Формоза (порт. Ilha Formosa) — найбільший з островів архіпелагу Бижагош Гвінеї-Бісау, розташований в північно-східній частині. В адміністративному плані належить до області Болама, головне місто на острові — порт Абу (близько 300 жителів).

## Географія
Довжина острова складає 19.345 км, а ширина — 10,4 км. В цілому, берегова лінія має довжину 77,6 км, а розмір становить 140 км ². Він належить до сектору Каравела архіпелагу з островами Майо Понта і до півночі від нього (відокремленого вузьким каналом) і Гумільова та Едена (розташовані на південь).